# Tabanus obscurus
Tabanus obscurus är en tvåvingeart som beskrevs av Xu 1982. Tabanus obscurus ingår i släktet Tabanus och familjen bromsar. Inga underarter finns listade i Catalogue of Life.